# Monika Zehrt
Monika Zehrt, po mężu Landgraf (ur. 29 września 1952 w Riesa) – wschodnioniemiecka lekkoatletka, dwukrotna mistrzyni olimpijska.

## Kariera sportowa
Specjalizowała się w biegu na 400 metrów. Zdobyła złote medale w tej konkurencji i w sztafecie 4 × 400 metrów na mistrzostwach Europy juniorów w 1970 w Paryżu.
Zdobyła złoty medal w sztafecie 4 × 400 metrów (która biegła w składzie: Rita Kühne, Ingelore Lohse, Helga Seidler i Zehrt) na mistrzostwach Europy w 1971 w Helsinkach. Sztafeta NRD ustanowiła wówczas rekord świata czasem 3:29,3. 4 lipca 1972 w Colombes Zehrt wyrównała należący do Marilyn Neufville rekord świata w biegu na 400 metrów wynikiem 51,0 s, a następnego dnia w tym samym mieście wschodnioniemiecka 4 × 400 metrów w składzie: Dagmar Käsling, Seidler, Zehrt i Brigitte Rohde poprawiła własny rekord świata wynikiem 3:28,8.
Na igrzyskach olimpijskich w 1972 w Monachium w Zehrt zdobyła złote medale w biegu na 400 metrów (wyprzedzając Ritę Wilden z Republiki Federalnej Niemiec i Kathy Hammond ze Stanów Zjednoczonych i ustanawiając rekord olimpijski wynikiem 51,08 stanowiącym rekord olimpijski) oraz w sztafecie 4 × 400 metrów, gdzie wraz z koleżankami (Käsling, Kühne i Seidler) ustanowiła rekord świata wynikiem 3:22,95 (poprzednio w eliminacjach sztafeta NRD także poprawiła własny rekord świata). Monika Zehrt jest najmłodszą (do 2020) mistrzynią olimpijską w biegu na 400 metrów (w chwili zdobycia tytułu nie miała ukończonych 20 lat).
Zehrt wygrała bieg na 400 metrów w finale Pucharu Europy w 1973 w Edynburgu.
Była mistrzynią NRD w biegu na 400 metrów w 1970, 1972 i 1973 oraz w sztafecie 4 × 400 metrów w latach 1969–1973, a także wicemistrzynią w sztafecie 4 × 100 metrów w 1973. W hali była mistrzynią NRD w biegu na 400 metrów w 1972 oraz brązową medalistką na tym dystansie w 1970, a także wicemistrzynią w biegu sztafetowym w 1970.
W 1971 otrzymała brązowy, a w 1972 srebrny Order Zasługi dla Ojczyzny.
W 1974 zakończyła karierę sportową. Była zawodniczką klubu SC Dynamo Berlin. Po ukończeniu studiów (handel zagraniczny) pracowała na kierowniczym stanowisku w firmie meblarskiej. Ma dwóch synów, z których Steffen Landgraf był w młodości znanym lekkoatletą, a obecnie jest naukowcem w dziedzinie psychiatrii sądowej.